# Hamjatou Soukouna
Hamjatou Soukouna, né le 19 août 1998, est un footballeur français, qui joue au poste de défenseur central.

## Biographie
Hamjatou Soukouna grandit dans le quartier de Beaulieu à Chartres. Il est formé au Chartres Horizon, avant de rejoindre à treize ans le pôle espoirs de Châteauroux puis le centre de formation du Tours FC à l'âge de seize ans. Il dispute quelques matchs avec l'équipe réserve du club tourangeau en CFA 2. 
Il joue quatre saisons au C' Chartres Football (issu en 2018 de la fusion du Chartres Horizon et de FC Chartres). 
En juillet 2022, il signe un contrat de deux saisons avec le CS Sedan Ardennes en National. Il inscrit son premier but en National le 13 janvier 2023 contre le Stade briochin. 
En juillet 2023, il rejoint le Football Club d'Annecy, qui ne sait pas encore s'il va évoluer en Ligue 2 ou en National pour la saison à venir en raison du dépôt de bilan du FC Sochaux-Montbéliard. Le club haut-savoyard est finalement repêché en Ligue 2, et Soukouna dispute son premier match de deuxième division le 6 décembre 2023 face au Stade Malherbe Caen. En deuxième partie de saison, il devient un titulaire de l'équipe annécienne.  
Il inscrit son premier but pour le FC Annecy le 4 octobre 2024 face au Red Star, permettant la victoire 1-0 des siens. Le 20 janvier 2025, il se rompt le tendon d’Achille au cours d'un match sur la pelouse de l'ESTAC Troyes, qui l'écarte des terrains pour plusieurs mois. 